# Westmorland and Lonsdale

Valkretsen i Cumbria.

Westmorland and Lonsdale är en av de 650 valkretsarna till det brittiska underhuset i Storbritannien. Sedan 2005 sitter Tim Farron (liberaldemokrat) som ledamot för Westmorland and Lonsdale. Valkretsen skapades 1983.

## Ledamöter
|  | Val  | Kandidat        | Parti                |
|  | ---- | --------------- | -------------------- |
|  | 1983 | Michael Jopling | Konservativa partiet |
|  | 1997 | Tim Collins     | Konservativa partiet |
|  | 2005 | Tim Farron      | Liberaldemokraterna  |

## Val 2010–2019
| Parlamentsvalet 2019: Westmorland and Lonsdale                                        | Parlamentsvalet 2019: Westmorland and Lonsdale | Parlamentsvalet 2019: Westmorland and Lonsdale | Parlamentsvalet 2019: Westmorland and Lonsdale | Parlamentsvalet 2019: Westmorland and Lonsdale |
| ------------------------------------------------------------------------------------- | ---------------------------------------------- | ---------------------------------------------- | ---------------------------------------------- | ---------------------------------------------- |
|                                                                                       |                                                |                                                |                                                |                                                |
| Partier                                                                               | Andel                                          |                                                | Antal                                          |                                                |
| Liberaldemokraterna                                                                   | 48,9 %                                         |                                                | 25795                                          |                                                |
| Liberaldemokraterna                                                                   | +3,1 %                                         |                                                | +2109                                          |                                                |
| Konservativa partiet                                                                  | 45,3 %                                         |                                                | 23861                                          |                                                |
| Konservativa partiet                                                                  | +0,9 %                                         |                                                | +952                                           |                                                |
| Labour                                                                                | 4,4 %                                          |                                                | 2293                                           |                                                |
| Labour                                                                                | -4,9 %                                         |                                                | -2490                                          |                                                |
| Brexitpartiet                                                                         | 1,4 %                                          |                                                | 763                                            |                                                |
| Brexitpartiet                                                                         | +1,4 %                                         |                                                | +763                                           |                                                |
| Valdeltagande                                                                         | 77,8 %                                         |                                                | 52712                                          |                                                |
| Valdeltagande                                                                         | -0,1 %                                         |                                                | +1025                                          |                                                |
| Kandidater: LDM: Tim Farron, CON: James Airey, LAB: Phillip Black, BRX: Steven Bolton |                                                |                                                |                                                |                                                |

| Parlamentsvalet 2017: Westmorland and Lonsdale                   | Parlamentsvalet 2017: Westmorland and Lonsdale | Parlamentsvalet 2017: Westmorland and Lonsdale | Parlamentsvalet 2017: Westmorland and Lonsdale | Parlamentsvalet 2017: Westmorland and Lonsdale |
| ---------------------------------------------------------------- | ---------------------------------------------- | ---------------------------------------------- | ---------------------------------------------- | ---------------------------------------------- |
|                                                                  |                                                |                                                |                                                |                                                |
| Partier                                                          | Andel                                          |                                                | Antal                                          |                                                |
| Liberaldemokraterna                                              | 45,8 %                                         |                                                | 23686                                          |                                                |
| Liberaldemokraterna                                              | −5,7 %                                         |                                                | -1508                                          |                                                |
| Konservativa partiet                                             | 44,3 %                                         |                                                | 22909                                          |                                                |
| Konservativa partiet                                             | +11,1 %                                        |                                                | +6664                                          |                                                |
| Labour                                                           | 9,3 %                                          |                                                | 4783                                           |                                                |
| Labour                                                           | +3,8 %                                         |                                                | +2122                                          |                                                |
| Övriga partier                                                   | 0,6 %                                          |                                                | 309                                            |                                                |
| Övriga partier                                                   | +0,6 %                                         |                                                | +309                                           |                                                |
| Valdeltagande                                                    | 77,9 %                                         |                                                | 51687                                          |                                                |
| Valdeltagande                                                    | +3,6 %                                         |                                                | +2758                                          |                                                |
| Kandidater: LDM: Tim Farron, CON: James Airey, LAB: Eli Aldridge |                                                |                                                |                                                |                                                |

| Parlamentsvalet 2015: Westmorland and Lonsdale                                                      | Parlamentsvalet 2015: Westmorland and Lonsdale | Parlamentsvalet 2015: Westmorland and Lonsdale | Parlamentsvalet 2015: Westmorland and Lonsdale | Parlamentsvalet 2015: Westmorland and Lonsdale |
| --------------------------------------------------------------------------------------------------- | ---------------------------------------------- | ---------------------------------------------- | ---------------------------------------------- | ---------------------------------------------- |
| |                                                |                                                |                                                |                                                |
| Partier                                                                                             | Andel                                          |                                                | Antal                                          |                                                |
| Liberaldemokraterna                                                                                 | 51,5 %                                         |                                                | 25194                                          |                                                |
| Liberaldemokraterna                                                                                 | −8,5 %                                         |                                                | -5702                                          |                                                |
| Konservativa partiet                                                                                | 33,2 %                                         |                                                | 16245                                          |                                                |
| Konservativa partiet                                                                                | −3,0 %                                         |                                                | -2387                                          |                                                |
| UKIP                                                                                                | 6,2 %                                          |                                                | 3031                                           |                                                |
| UKIP                                                                                                | +4,6 %                                         |                                                | +2230                                          |                                                |
| Labour                                                                                              | 5,4 %                                          |                                                | 2661                                           |                                                |
| Labour                                                                                              | +3,2 %                                         |                                                | +1503                                          |                                                |
| Green                                                                                               | 3,7 %                                          |                                                | 1798                                           |                                                |
| Green                                                                                               | +3,7 %                                         |                                                | +1798                                          |                                                |
| Valdeltagande                                                                                       | 74,3 %                                         |                                                | 48929                                          |                                                |
| Valdeltagande                                                                                       | −1,5 %                                         |                                                | -2558                                          |                                                |
| Kandidater: LDM: Tim Farron, CON: Ann Myatt, UKIP: Alan Piper, LAB: John Bateson, GRN: Chris Loynes |                                                |                                                |                                                |                                                |

| Parlamentsvalet 2010: Westmorland and Lonsdale                                           | Parlamentsvalet 2010: Westmorland and Lonsdale | Parlamentsvalet 2010: Westmorland and Lonsdale | Parlamentsvalet 2010: Westmorland and Lonsdale | Parlamentsvalet 2010: Westmorland and Lonsdale |
| ---------------------------------------------------------------------------------------- | ---------------------------------------------- | ---------------------------------------------- | ---------------------------------------------- | ---------------------------------------------- |
|                                                                                          |                                                |                                                |                                                |                                                |
| Partier                                                                                  | Andel                                          |                                                | Antal                                          |                                                |
| Liberaldemokraterna                                                                      | 60,0 %                                         |                                                | 30896                                          |                                                |
| Liberaldemokraterna                                                                      | +14,1 %                                        |                                                | +8327                                          |                                                |
| Konservativa partiet                                                                     | 36,2 %                                         |                                                | 18632                                          |                                                |
| Konservativa partiet                                                                     | -8,7 %                                         |                                                | -3670                                          |                                                |
| Labour                                                                                   | 2,2 %                                          |                                                | 1158                                           |                                                |
| Labour                                                                                   | −5,6 %                                         |                                                | -2638                                          |                                                |
| UKIP                                                                                     | 1,6 %                                          |                                                | 801                                            |                                                |
| UKIP                                                                                     | +0,2 %                                         |                                                | +141                                           |                                                |
| Valdeltagande                                                                            | 75,8 %                                         |                                                | 51487                                          |                                                |
| Valdeltagande                                                                            | +5,1 %                                         |                                                | +1851                                          |                                                |
| Kandidater: LDM: Tim Farron, CON: Gareth McKeever, LAB: Jonathan Todd, UKIP: John Mander |                                                |                                                |                                                |                                                |